# Varennesita
La varennesita és un mineral de la classe dels silicats. Va ser anomenada en honor de l'indret on va ser descoberta: la pedrera Demix-Varennes, a Saint-Amable sill (Montérégie, Quebec, Canadà). Es tracta de l'únic indret on ha estat trobada aquesta espècie mineral.

## Característiques
La varennesita és un fil·losilicat de fórmula química Na₈Mn₂Si10O25(OH,Cl)₂·12H₂O. Cristal·litza en el sistema ortoròmbic. La seva duresa a l'escala de Mohs és 4.
Segons la classificació de Nickel-Strunz, la varennesita pertany a «09.EE - Fil·losilicats amb xarxes tetraèdriques de 6-enllaços connectades per xarxes i bandes octaèdriques» juntament amb els següents minerals: bementita, brokenhillita, pirosmalita-(Fe), friedelita, pirosmalita-(Mn), mcgillita, nelenita, schal·lerita, palygorskita, tuperssuatsiaïta, yofortierita, windhoekita, falcondoïta, loughlinita, sepiolita, kalifersita, gyrolita, orlymanita, tungusita, reyerita, truscottita, natrosilita, makatita, raïta, intersilita, shafranovskita, zakharovita, zeofil·lita, minehil·lita, fedorita, martinita i lalondeïta.